# Zbór Kościoła Ewangelicznych Chrześcijan w Zamościu
Zbór Kościoła Ewangelicznych Chrześcijan w Zamościu – ewangeliczna wspólnota chrześcijańska, będąca częścią Kościoła Ewangelicznych Chrześcijan, należącego do rodziny wolnych kościołów protestanckich.

## Działalność

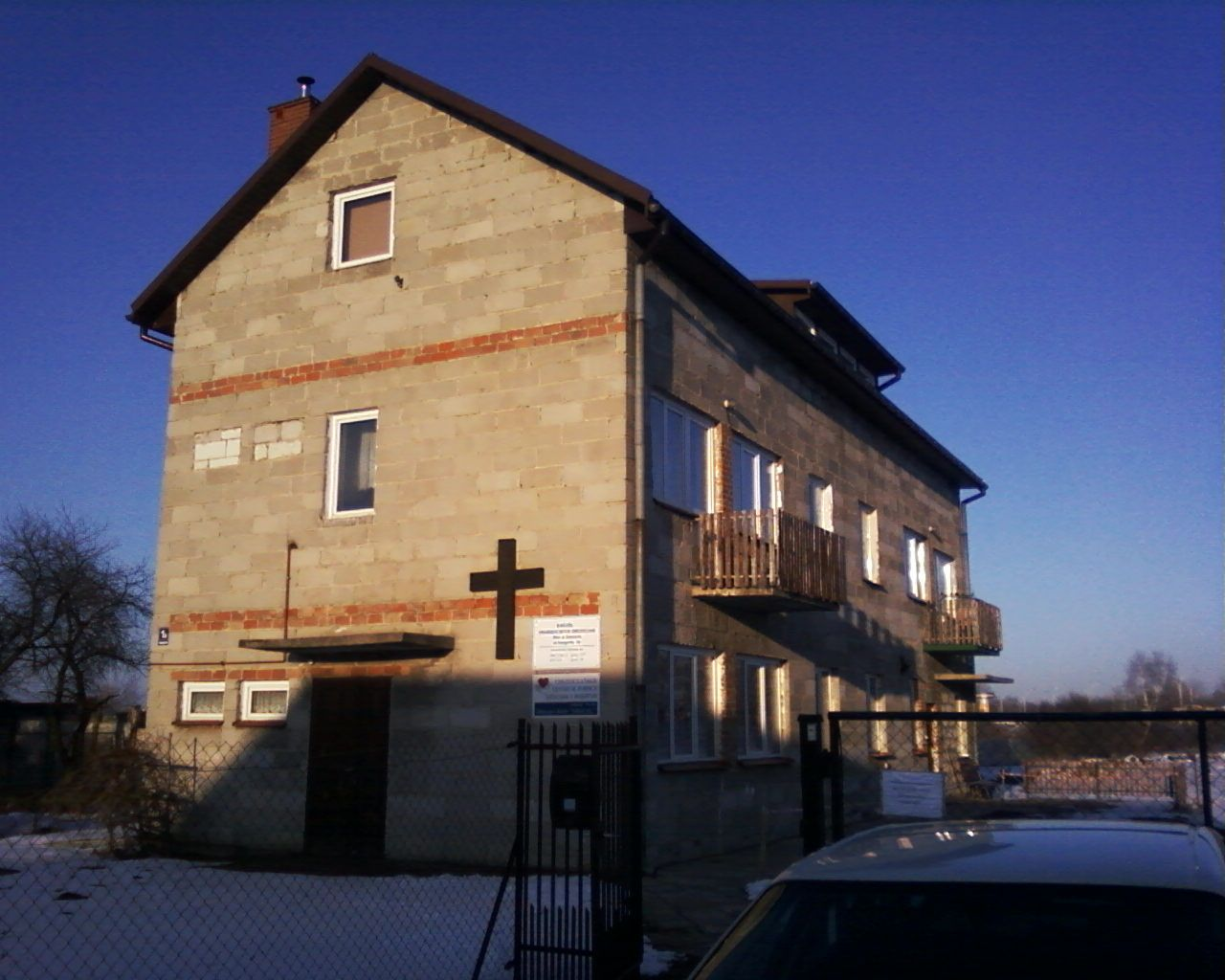
Budynek kościelny od zewnątrz

Nabożeństwa odbywają się w niedziele o godzinie 10.00 oraz w środy o godzinie 18.00. Charakteryzują się one prostą formą i składają się z kazań opartych na Biblii oraz wspólnego śpiewu i modlitwy. W czasie niedzielnych nabożeństw odbywają się zajęcia Szkoły Niedzielnej dla dzieci. Zbór prowadzi również działalność społeczną i współpracuje z innymi kościołami i organizacjami o charakterze ewangelicznym.
Pełniącym obowiązki pastora  Zboru jest Sylwester Torbiczuk. Działalnością Wspólnoty kieruje Rada Zboru (w której skład wchodzi m.in. pastor). Najwyższym organami Zboru jest Ogólne Zebranie Członków. Dokonuje ono między innymi wyboru pastora oraz członków Rady Zboru.